# Revista MTV
A Revista MTV foi criada em 13 de março de 2001. Seu principal público era o jovem de ambos os sexos da classe média e alta brasileira, com idade entre 15 e 24 anos. Distribuída mensalmente, a revista englobava temas como música, diversão comportamento, compras, religião e malhação.  Com um visual atraente e design moderno, a publicação chamou a atenção da crítica especializada que a considerou, na época do seu lançamento, uma revista de música diferenciada e com um projeto inovador.

## História
O lançamento da revista foi pressentido de muita festa pelos seus idealizadores e apoiadores, pois, além de ter integrado às comemorações dos dez anos da emissora de televisão MTV no país, representou o início de um novo ciclo na programação do canal.  Atendendo a milhares de pedidos, a emissora voltou a ter um conteúdo voltado mais para a transmissão de clipes e menos de debates e programas sobre comportamento. 
Em parceria com a Editora Abril, a publicação foi idealizada para ser mais um “mecanismo de divulgação do canal”, cativando e conquistando cada vez mais o público alvo da emissora. Quem confirma isso é o diretor de marketing da emissora na época, Fábio Breu, em entrevista ao portal Observatório da Imprensa: "A publicação vai tratar do universo jovem, não só com matérias sobre música, mas também comportamento, tecnologia e diversão, por exemplo. Será mais um veículo para aproximar a MTV do seu público alvo (2001)".
Após os primeiros meses de divulgação da revista, a publicação já era um sucesso entre o público jovem, e principalmente pelos aficionados por música. Além de incluir parte do público que já assistia o canal de televisão MTV, a revista conseguiu conquistar novos leitores que se identificaram com a proposta da publicação, ancorada pela linha música e atitude.
Em abril de 2004, a revista MTV se consolida no mercado e atinge o número de um milhão de leitores. Marca que foi muito festejada pelos funcionários da revista e do canal. Até um comercial de televisão foi produzido pela emissora para exaltar o número de jovens que liam os exemplares. Conforme o editor executivo do canal, Zé Mangini, “A revista da MTV atinge esse sucesso devido à marca e sua ligação com o canal” (2004). De acordo com o levantamento da Agência Paulista Ipsus-Marplan, especialista em pesquisa de hábitos de mídia e consumo, cada exemplar da revista MTV foi lida por pelo menos 21 pessoas (2004). Parte do sucesso da revista era fruto das estratégias de marketing do canal, que investia pesado nas propagandas em outdoors e comerciais nas maiores rádios do país. Outro acerto foi a forte campanha do MTV Social Club, que presenteava os assinantes da publicação com entradas de cinema, teatros e shows por todo o país. 
Seguindo a tendência do canal, a revista começa a dar atenção especial às matérias de comportamento, falando sobre assuntos característicos da juventude, como mercado de trabalho, gravidez, drogas, sexo e AIDS, sem nunca deixar de abordar o cenário musical brasileiro e internacional, um dos focos principais da publicação.  
A direção da revista MTV decide, em abril de 2006, distribuir a publicação exclusivamente para assinantes, tornando-se uma revista “fechada”, conforme a editora de redação da época, Monica Figueiredo. “A mudança foi puramente conceitual. Queríamos falar de perto e direto com nossos leitores, de forma quase pessoal”.  
Em setembro do mesmo ano, a revista passa por uma nova renovação. Com a parceria da Gráfica Burti, a publicação se torna “supersegmentada”, produzindo duas edições diferentes, com capas e reportagens distintas. Uma para o público feminino e outra para o masculino. A ação teve o objetivo de oferecer ao mercado publicitário a veiculação de anúncios específicos para cada grupo (2006). Outra novidade foi em outubro de 2006, quando os assinantes puderam escolher as matérias, via site da MTV, que constariam na sua edição mensal da revista. No mesmo mês, os leitores passaram a receber em casa o Caderno Virtual Temático, uma vitrine da revista na internet, com conteúdo exclusivo.
Em novembro de 2007, a assessoria de imprensa da emissora anuncia que a revista MTV será descontinuada por motivos estratégicos. A explicação é que a emissora iria investir mais na operação de TV Digital, HD, conforme falou o diretor geral da MTV, Zé Wilson Fonseca: “Vamos investir US$ 17 milhões na operação de TV digital. A estratégia é desenhada no sentido de oferecer novidades para o público alvo” (2007). 
Após sete anos e 79 edições recheadas de histórias, músicas, assuntos interessantes e polêmicos, a revista MTV sai de circulação. A publicação se despediu do público com a edição de dezembro, considerada uma legitima revista de colecionador pela própria MTV e por seus leitores.